# Aḩtam Nazarov
Aḩtam Nazarov (in tagico Аҳтам Назаров?; 29 settembre 1992) è un calciatore tagiko, difensore dell'Istiklol e della nazionale tagika.

## Carriera

### Club
Ha giocato nella prima divisione tagika e in quella bengalese.

### Nazionale
Nel 2012 ha esordito in nazionale; nel 2023 ha partecipato alla Coppa d'Asia.

## Statistiche

### Cronologia presenze e reti in nazionale
| Cronologia completa delle presenze e delle reti in nazionale ― Tagikistan | Cronologia completa delle presenze e delle reti in nazionale ― Tagikistan | Cronologia completa delle presenze e delle reti in nazionale ― Tagikistan | Cronologia completa delle presenze e delle reti in nazionale ― Tagikistan | Cronologia completa delle presenze e delle reti in nazionale ― Tagikistan | Cronologia completa delle presenze e delle reti in nazionale ― Tagikistan | Cronologia completa delle presenze e delle reti in nazionale ― Tagikistan | Cronologia completa delle presenze e delle reti in nazionale ― Tagikistan |
| Data                                                                      | Città                                                                     | In casa                                                                   | Risultato                                                                 | Ospiti                                                                    | Competizione                                                              | Reti                                                                      | Note                                                                      |
| ------------------------------------------------------------------------- | ------------------------------------------------------------------------- | ------------------------------------------------------------------------- | ------------------------------------------------------------------------- | ------------------------------------------------------------------------- | ------------------------------------------------------------------------- | ------------------------------------------------------------------------- | ------------------------------------------------------------------------- |
| 25-3-2021                                                                 | Dušanbe                                                                   | Tagikistan                                                                | 3 – 0                                                                     | Mongolia                                                                  | Qual. Mondiali 2022                                                       | -                                                                         | cap.                                                                      |
| 23-5-2021                                                                 | Al Majma'ah                                                               | Iraq                                                                      | 0 – 0                                                                     | Tagikistan                                                                | Amichevole                                                                | -                                                                         | cap.                                                                      |
| 7-6-2021                                                                  | Suita                                                                     | Giappone                                                                  | 4 – 1                                                                     | Tagikistan                                                                | Qual. Mondiali 2022                                                       | -                                                                         | cap. 46’                                                                  |
| Totale                                                                    |                                                                           | Presenze                                                                  | 3                                                                         |                                                                           | Reti                                                                      | 0                                                                         |                                                                           |

## Palmarès

### Club

#### Competizioni nazionali
- Campionato tagiko: 11

Istiklol: 2014, 2015, 2016, 2017, 2018, 2019, 2020, 2021, 2022 2023, 2024
- Coppa del Tagikistan: 8

Istiklol: 2013, 2014, 2015, 2016, 20187, 2019, 2022, 2023